# Return to Greendale
Return to Greendale es un álbum en directo del músico canadiense Neil Young con el grupo Crazy Horse, publicado por la compañía discográfica Reprise Records el 6 de noviembre de 2020. El disco es el volumen 16 de la serie Archive Performance Series y fue grabado en directo durante la gira de promoción del álbum Greendale en 2003.

## Grabación
Young anunció el lanzamiento de Greendale Live en su página web en enero de 2020, con la intención de publicarlo junto a Way Down in the Rust Bucket, una grabación de 1990 junto a Crazy Horse durante la gira de promoción de Ragged Glory. El álbum fue inicialmente anunciado para ser publicado el 19 de junio, pero su lanzamiento fue pospuesto. El 25 de septiembre, Young reveló que el álbum sería publicado en CD y LP, y que el filme sería editado en DVD y Blu Ray con el título de Inside Greendale.

## Lista de canciones
1. "Falling from Above" – 7:41
2. "Double E" – 5:31
3. "Devil's Sidewalk" – 6:22
4. "Leave the Driving" – 6:33
5. "Carmichael" – 10:39
6. "Bandit" – 6:34
7. "Grandpa's Interview" – 13:23
8. "Bringin' Down Dinner" – 3:16
9. "Sun Green" – 12:18
10. "Be the Rain" – 8:19

## Personal
- Neil Young – guitarra, órgano, armónica y voz.
- Ralph Molina – batería y coros.
- Billy Talbot – bajo y coros.
- Frank "Poncho" Sampedro – guitarra, teclados, mandolina y coros.

## Posición en listas
| País                                | Posición |
| ----------------------------------- | -------- |
| Bélgica (Ultratop flamenca)         | 92       |
| Bélgica (Ultratop valona)           | 58       |
| Países Bajos (Album Top 100)        | 67       |
| Finlandia (Suomen Virallinen Lista) | 47       |
| Alemania (Offizielle Top 100)       | 15       |
| Hungría (MAHASZ)                    | 10       |
| Escocia (Scottish Albums Chart)     | 27       |